# Eiskalte Engel 2
Eiskalte Engel 2 (eng. Cruel Intentions 2) ist ein US-amerikanischer Film aus dem Jahre 2000. Regie führte Roger Kumble, in den Hauptrollen waren Robin Dunne, Sarah Thompson, Keri Lynn Pratt und Amy Adams zu sehen.
Der Film war ursprünglich Bestandteil der Serie Manchester Prep, die ein Prequel und Reboot des Kinofilms Eiskalte Engel darstellen sollte. Die Serie wurde jedoch noch vor der Ausstrahlung vom Sender Fox eingestellt. Die drei bereits abgedrehten Episoden wurden daraufhin neugeschnitten und als Eiskalte Engel 2 direkt auf DVD veröffentlicht.
2004 folgte mit Eiskalte Engel 3 eine Fortsetzung zum ersten Teil.

## Handlung
Zu Beginn des Filmes ist zu sehen, wie die Hauptfigur, Sebastian Valmont, zu seinem Schuldirektor gerufen wird, da Sebastian wegen eines Umzugs zu seinem Vater die Schule wechseln wird. Dieser hat in New York Tiffany Merteuil, seine vierte Ehefrau, geheiratet, und möchte seinen Sohn zu sich holen, da Sebastians Mutter alkoholabhängig ist und in eine Klinik muss. Als „Abschiedsgeschenk“ für seinen Rektor veröffentlicht Sebastian ein Nacktbild von dessen Frau im Jahrbuch.
Bei der Ankunft in New York bemerkt Sebastian mit Erstaunen, dass die neue Frau seines Vaters sehr reich ist, denn als er den Fahrer fragt, welche Wohnung in der riesigen Stadtvilla es denn sei, antwortet dieser nur lakonisch: „Das ganze Gebäude, Sir“. Als Sebastian das Haus betritt, wird er von seinem Vater erst der attraktiven Tiffany vorgestellt, dann deren Tochter Kathryn, die an einem Klavier die Mondscheinsonate spielt. Als Sebastian fragt, ob er an das Klavier dürfe, räumt Kathryn ihm in arroganter Weise den Hocker, woraufhin Sebastian alle Anwesenden mit einer fehlerfreien Darbietung des Hummelflugs, eines rasanten und furiosen Musikstücks, überrascht. Beim folgenden Dinner übertrumpft er Kathryn auch verbal, indem er sie bei einem falsch verwendeten Fremdwort verbessert. Nachdem Sebastian das Zimmer verlassen hat, sagt Tiffany zu Kathryn, dass Sebastian ihr sowohl am Klavier als auch verbal überlegen sei, und dass Kathryn sich mehr anstrengen solle.
Kathryn und Sebastian gehen auf die elitäre Manchester Preparatory School. Kathryn führt eine Gruppe Schüler an, die es sich zur Aufgabe macht, unbeliebte Schüler zu mobben. Sebastian versucht, mit Danielle, der Tochter des Direktors, zu flirten. Während sich Sebastian auf Anhieb mit seinen Mitschülern und den Hausangestellten seiner Stiefmutter versteht, ist Kathryn wegen ihrer intriganten Art unbeliebt. Sie ist Schulsprecherin, was sie durch die sexuelle Erpressung des stellvertretenden Schulleiters erreichte, der ihr die nötige Stimme gab. Schon bei ihrer Rede während der Einführungsveranstaltung blamiert sich Kathryn, kurz darauf spuckt ihr eine andere Schülerin versehentlich Kaugummi ins Haar und ruiniert dann die Veranstaltung völlig, indem sie auch noch ohnmächtig wird.
Auch zu Hause gibt es häufig Streit zwischen Sebastian und Kathryn. Als sie eines Tages nach Hause kommt und sieht, dass Sebastian mit den Angestellten Karten spielt, spitzt sich der Streit zu. Sebastian wirft seiner Stiefschwester vor, sie würde die Angestellten nicht wie Menschen behandeln.
Sebastians Beziehung zu Danielle wird immer enger. Als Kathryn jedoch herausfindet, dass Sebastian seine Schulakte verfälscht hat, um an der Manchester angenommen zu werden, droht sie ihm mit der Bekanntmachung und versucht ihn so zum gemeinsamen Sex zu verführen. Anfänglich lässt er sich darauf ein, reißt sich dann aber doch von ihr los. Daraufhin verkündet sie, dass sie nun Danielle anrufen werde. Sebastian rennt los und kommt scheinbar noch rechtzeitig bei Danielle an, um zu beichten. Als Danielle ihn fragt, ob er an ihre Liebe glaube, sagt er "Ja!", woraufhin sie antwortet: "Du blöder Idiot!", und ihre Zimmertür öffnet. Eine triumphierende Kathryn kommt ins Zimmer und küsst Danielle. Als Sebastian sagt, dass er wohl verloren habe, sagt Kathryn, dass sich das noch zeigen würde, und die Mädchen ziehen ihn ins Bett.
Am Ende sieht man, wie Sebastian das Mädchen, das Kathryn bei der Eröffnungsfeier blamiert hat, im Fond der Limousine fotografiert und verführt, während Kathryn und Danielle grinsend vorne beim Fahrer sitzen.

## Kritiken
Clint Morris schrieb in Moviehole, der Film sei nicht originell und nicht so gut wie der erste Teil, aber immerhin „vergnüglich“. Wesley Lovell kritisierte in Apollo Guide, der Film fange romantisch an, das Ende aber zerstöre diese Stimmung.
Das Lexikon des internationalen Films schrieb: „Fortführung der Teenager-Farce ‚Eiskalte Engel‘ (1998/99) nach einem Gesellschaftsroman aus dem 18. Jahrhundert […]. Die ehemals überzeugenden Schauspieler wurden ausgetauscht, wobei eher ein wenig inspiriertes Remake entstand.“